# Marcus Becker
Marcus Becker (Merseburg, 11 de septiembre de 1981) es un deportista alemán que compitió en piragüismo en la modalidad de eslalon.
Participó en los Juegos Olímpicos de Atenas 2004, obteniendo una medalla de plata en la prueba de C2 individual.
Ganó siete medallas en el Campeonato Mundial de Piragüismo en Eslalon entre los años 2003 y 2009, y tres medallas en el Campeonato Europeo de Piragüismo en Eslalon entre los años 2005 y 2011.

## Palmarés internacional
| Juegos Olímpicos   | Juegos Olímpicos        | Juegos Olímpicos  | Juegos Olímpicos |
| Año                | Lugar                   | Medalla           | Competición      |
| ------------------ | ----------------------- | ----------------- | ---------------- |
| 2004               | Atenas (Grecia)         | Medalla de plata  | C2 individual    |
| Campeonato Mundial |                         |                   |                  |
| Año                | Lugar                   | Medalla           | Competición      |
| 2003               | Augsburgo (Alemania)    | Medalla de oro    | C2 individual    |
| 2003               | Augsburgo (Alemania)    | Medalla de plata  | C2 por equipos   |
| 2005               | Penrith (Australia)     | Medalla de oro    | C2 por equipos   |
| 2005               | Penrith (Australia)     | Medalla de bronce | C2 individual    |
| 2006               | Praga (República Checa) | Medalla de plata  | C2 individual    |
| 2006               | Praga (República Checa) | Medalla de plata  | C2 por equipos   |
| 2009               | Seo de Urgel (España)   | Medalla de plata  | C2 por equipos   |
| Campeonato Europeo |                         |                   |                  |
| Año                | Lugar                   | Medalla           | Competición      |
| 2005               | Tacen (Eslovenia)       | Medalla de plata  | C2 por equipos   |
| 2008               | Cracovia (Polonia)      | Medalla de oro    | C2 por equipos   |
| 2011               | Seo de Urgel (España)   | Medalla de plata  | C2 por equipos   |